# Traict de Pen Bé
Le traict de Pen Bé est une échancrure de la côte permettant la formation d'un bras de mer alimentant les marais du Mès, dans le département français de la Loire-Atlantique.

## Géographie
Le traict de Pen Bé est bordé au nord par la commune d'Assérac et au sud par celle de Mesquer, dans la presqu'île guérandaise.
Il s'ouvre à l'ouest vers l'océan Atlantique, entre la pointe de Pen Bé au nord et la pointe de Merquel au sud. Entre cette ouverture et les marais salants s'étend une zone d'estran, découverte à marée basse et recouverte à marée haute.